# Ville Tavio
Ville Tapani Tavio (ur. 25 czerwca 1984 w m. Lappeenranta) – fiński polityk, prawnik i samorządowiec, poseł do Eduskunty, od 2023 minister.

## Życiorys
W 2012 ukończył studia prawnicze na Uniwersytecie w Turku, podjął praktykę w zawodzie prawnika. W 2012 wstąpił do prawicowego ugrupowania Perussuomalaiset, w tym samym roku został wybrany na radnego miejskiego w Turku.
W 2015 po raz pierwszy uzyskał mandat deputowanego do Eduskunty. Z powodzeniem ubiegał się o poselską reelekcję w wyborach w 2019 i 2023. W parlamencie obejmował funkcje wiceprzewodniczącego i przewodniczącego frakcji poselskiej swojej partii.
W czerwcu 2023 objął urząd ministra handlu zagranicznego i rozwoju w rządzie Petteriego Orpa.